# Николай (Кожухаров)
Епи́скоп Никола́й (в миру Николай Гаврилов Кожухаров; 17 апреля 1908, селе Ресен (ныне Великотырновская область) — 19 июля 1981, София) — епископ Болгарской православной церкви, епископ Макариопольский.

## Биография
В 1932—1935 годы — секретарь Врачанской митрополии. В 1936—1939 годах служил протосинкеллом той же кафедры в сане архимандрита.
В 1941—1944 годы — ректор Софийской духовной семинарии.
В 1943 году вместе с архимандритами Иосифом (Диковым) и Стефаном (Николовым) побывал в Виннице в качестве представителей общественности и впоследствии включились в соответствующую пропагандистскую кампанию по оповещению общественности о Катынском расстреле.
После прихода в Болгарии к власти коммунистов был арестован и в 1945 году приговорён «Народным судом» по «катынскому делу» к пяти годам лишения свободы, конфискации имущества (в основном книг) и штрафу в 100 000 левов. Вместе с ним были осуждены Стефан (Николов) и Иосиф (Диков).
После заключения работал библиотекарем, редактором синодальных изданий и начальником Богослужебного отдела при Священном Синоде. Автор множества статей, проповедей, переводов богослужебных книг.
В декабре 1953 года назначен ректором Софийской духовной академии и определён епископом с титулом Макариопольский.
3 января 1954 года был хиротонисан во викарного епископа Макариопольского.
В 1973 году освобождён от должности ректора Софийской духовной академии. Назначен сотрудником Отдела по культурно-просветительным вопросам Священного Синода Болгарской Церкви.
Скончался 19 июля 1981 года в Софии.

## Сочинения
- Нашата вяря (недоступная ссылка) (1950, в соавторстве с архимандритом Серафимом):
- Светлината на света / Архим. Николай. // ХХХІ, 1951, № 4, с. 10-14. Във връзка с литургийното пасхално Евангелие (Иоан 1:1-17).
- Православното богослужение : Същина, красота и сила / Архимандрит Николай. // ХХХІІІ, 1953, № 3, с. 16-19.
- Евхаристия и Църковност / Макариополски Николай. // XXXV, 1955, № 2-3, с. 19-24.
- Моление за мир : Мирът като предмет на моление в богослужението на Християнската църква / Макариополски епископ Николай. // ХХХІХ, 1959, № 5, с. 13-20.
- Светлината на света / Архим. Николай. // ХХХІ, 1951, № 4, с. 10-14. Във връзка с литургийното пасхално Евангелие (Иоан 1:1-17).
- Преображение : Мисли по случай празника на Христовото Преображение / Макариополски епископ Николай. // XL, 1960, № 7-8, с. 8-11.
- Св. Климент Охридски Чудотворец — светозарно и неугасващо светило на българската земя / Макариополски епископ Николай. // ХL, 1960, № 12, с. 1-4.
- Победа на живота над смъртта / Макариополски епископ Николай. // ХLІІ, 1962, № 4, с. 1-2. Слово за Възкресение Христово.
- Арменската църква / Макариополски епископ Николай. // ХLV, 1965.
- Арменците в България: Отношения между българи и арменци / Макариополски еп. Николай. // ХLV, 1965, № 10,с. 1-7.
- Домът Божи / Макариополски епископ Николай. // ХLІV, 1964, № 10-11, с. 1-3.За същността на храма.
- Наръчник по православна литургика. (София, 1972).